# Trehörna säteri
Trehörna säteri var ett säteri i Ödeshögs kommun (Trehörna socken), Östergötlands län.

## Historik
Trehörna säteri byggdes på Johan III:s tid och räknades från 1686 som ett av det nya säterien. Säteriet utbyttes 1619 från kronan ståthållaren Christoffer Ribbing. Efter Ribbings död ägdes gården av översten Arvid Ribbing och vid dennes död tog änkan och friherrinnan Anna Margareta Sperling över säteriet. När hon dog 1699 tog arvingarna över. Från 1737 ägdes säteriet av överstelöjtnanten Kasper Fredrik von Gröninger (död 1771),han var gift med Anna Margareta Ribbing (död 1729). På 1820-talet ägdes säteriet av släkten Duse. År 1853 och 1861 ägdes säteriet av bönder. Från 1871 ägdes säteriet av fru C. G. Nilsson Behm.
Manbyggnaden brann ner 1795 och man byggde därefter två flyglar. Säteriet bestod av ett mantal frälsesäteri.